# 로버트 데이비드 스틸
로버트 데이비드 스틸(Robert David Steele, 1952년 7월 16일 ~ 2021년 8월 29일)는 미국의 공무원, 음모론자이다.
정치학으로 학사 학위를, 국제 관계로 석사 학위를 받았다. 산살바도르 내전중 주 산살바도르 미국 대사관에서 일했다. 또한 미국 중앙정보국(CIA)에서 일하면서 공개출처정보(OSINT)를 적극적으로 활용하는 것을 지지했다.
2017년 앨릭스 존스와의 인터뷰에서 미국 항공 우주국(NASA)이 인간을 납치해 화성 식민지로 보내 노예로 부리고 있다고 주장했다. 나사는 이 주장을 부인했다. 2021년에는 미국 순회 정치 행동인 어라이즈 투어(Arise USA Tour)를 공동 조직하여 2020년 미국 대통령 선거가 조작되었다는 주장과 코로나19가 가짜라는 주장을 하였다.
2021년 8월 29일 코로나19로 사망했다.